# Ash-cum-Ridley
Ash-cum-Ridley es una parroquia civil del distrito de Sevenoaks, en el condado de Kent (Inglaterra).

## Geografía
Según la Oficina Nacional de Estadística británica, Ash-cum-Ridley tiene una superficie de 14,24 km².

## Demografía
Según el censo de 2001, Ash-cum-Ridley tenía 7070 habitantes (49,26% varones, 50,74% mujeres) y una densidad de población de 496,49 hab/km². El 22,6% eran menores de 16 años, el 73,08% tenían entre 16 y 74 y el 4,31% eran mayores de 74. La media de edad era de 35,86 años. Del total de habitantes con 16 o más años, el 26,66% estaban solteros, el 59,58% casados y el 13,76% divorciados o viudos.
El 95,18% de los habitantes eran originarios del Reino Unido. El resto de países europeos englobaban al 1,63% de la población, mientras que el 3,2% había nacido en cualquier otro lugar. Según su grupo étnico, el 97,79% eran blancos, el 0,76% mestizos, el 0,76% asiáticos, el 0,27% negros, el 0,18% chinos y el 0,18% de cualquier otro. El cristianismo era profesado por el 75,39%, el budismo por el 0,2%, el hinduismo por el 0,21%, el judaísmo por el 0,08%, el islam por el 0,13%, el sijismo por el 0,23% y cualquier otra religión por el 0,2%. El 17,44% no eran religiosos y el 6,12% no marcaron ninguna opción en el censo.
3830 habitantes eran económicamente activos, 3703 de ellos (96,68%) empleados y 127 (3,32%) desempleados. Había 2645 hogares con residentes y 30 vacíos.